# Mniotype usurpatrix
Mniotype usurpatrix is een vlinder uit de familie uilen (Noctuidae). De wetenschappelijke naam is voor het eerst geldig gepubliceerd in 1914 door Rebel.
De soort komt voor in Europa.